# Cobden (Illinois)
Cobden è un villaggio degli Stati Uniti d'America, situato nello Stato dell'Illinois, nella contea di Union.